# Barbacoll canós
El barbacoll canós (Malacoptila fulvogularis) és una espècie d'ocell de la família dels bucònids (Bucconidae) que habita la selva humida i altres formacions boscoses del nord i est de Colòmbia, est de l'Equador i del Perú, i oest de Bolívia.